# Olivér Várhelyi
Olivér Várhelyi, madžarski politik, pravnik in diplomat; * 22. marec 1972, Szeged, Madžarska.
Bil je bil madžarski evropski komisar za soseščino in širitev, zdaj za zdravstvo in dobrobit živali. 

## Zgodnje življenje

### Izobraževanje
Várhelyi je leta 1994 magistriral iz evropskih pravnih študij na univerzi v Aalborgu na Danskem, leta 1996 pa diplomiral iz prava na univerzi v Segedinu. Leta 2005 je opravil pravosodni izpit.

### Uradniška in diplomatska kariera
Svojo kariero začel na ministrstvu za industrijo in trgovino, kjer se je zaposlil leta 1996. Nato se je preselil na zunanje ministrstvo, kjer je bil zadolžen za uskladitev s pravnim redom Evropske unije. Od leta 1998 do 2001 je bil vodja kabineta predstojnika pravne enote ministrstva. Nadalje je bil poslan na madžarsko diplomatsko predstavništvo pri Evropski uniji v Bruslju, kjer je deloval kot pravni svetovalec in po vstopu Madžarske v Evropsko unijo kot vodja pravne službe do leta 2006.
Várhelyi je nato dve leti služboval kot vodja oddelka za pravo EU na madžarskem ministrstvu za pravosodje. Od leta 2008 do 2001 je bil na kratko vodja enote pri Evropski komisiji, odgovoren za pravice industrijske lastnine pri Generalnem direktoratu za notranji trg in storitve.
Nato se je vrnil v madžarsko zunanjo službo, kjer je od leta 2011 služboval kot namestnik vodje in nato od leta 2015 vodja stalnega predstavništva v Bruslju kot izredni in pooblaščeni veleposlanik. V vlogi veleposlanika pri EU je menil, da je zvest madžarskemu premierju Viktorju Orbanu, četudi ni bil formalno član stranke. Kljub temu, da je njegov slog zelo inteligenten in izredno razgledan, je bil opisan tudi kot "neverjetno nesramen", z "abrazivnim slogom vodenja, ki vključuje kričanje, vpitje in psovke na uslužbence", ter sprejetje bolj borbenega pristopa na srečanjih veleposlanikov kot drugi stalni predstavniki.

## Politika

### Evropski komisar
Leta 2019 je madžarski premier Viktor Orbán Várhelyija imenoval za evropskega komisarja iz Madžarske pri komisiji Ursule von der Leyen, potem ko je Evropski parlament zavrnil prvega madžarskega kandidata Lászla Trócsányija. Várhelyiju je bil zaupal mu je portfelj evropskega sosedstva in širitve. Njegovo imenovanje so pozdravili dolgoletni zavezniki Orbána, med njimi srbski predsednik Aleksandar Vučić in vodja bosanskih Srbov Milorad Dodik.

## Zasebno
Várhelyi je v prijavi premoženja navedel lastništvo 5035 m2 velike kmetije v Szentendreju, 160 m2 velike družinske hiše v Szegedu z 586 m2 velikim vrtom in 57 m2 veliko stanovanje v Budimpešti. Poseduje tudi BMW iz leta 1992 in Lexusa RS iz leta 2018.